# Ольмерт, Эхуд
Эху́д О́льмерт (ивр. אהוד אולמרטо файле‎; род. 30 сентября 1945, кибуц Нахлат-Жаботинский, Британский мандат) — израильский политический и общественный деятель, шестнадцатый премьер-министр Израиля (с 14 апреля 2006; затем исполнял обязанности после отставки с 21 сентября 2008 до 31 марта 2009) в связи с досрочными парламентскими выборами в Израиле, лидер партии Кадима (январь 2006 — 30 июля 2008).
В 2014 году окружной суд Тель-Авива приговорил Ольмерта к шести годам тюрьмы и штрафу в размере одного миллиона шекелей по обвинению в коррупции во время службы мэром Иерусалима. В декабре 2015 года Верховный суд Израиля сократил приговор до 18 месяцев.

## Биография
Эхуд Ольмерт родился в семье выходца из Российской империи Мордехая Ольмерта (1911—1998), бежавшего после Октябрьской революции с родителями в Харбин (Китай). Там он присоединился к движению «Бейтар» и в 1933 году после учёбы в Европе осел в Палестине. Также известно, что Мордехай Ольмерт был спортсменом и выступал за боксёрскую лигу Харбина. В 1955—1961 годах Мордехай Ольмерт был депутатом Кнессета 3-4-го созывов от оппозиционной правой партии «Херут».
С 1963 до 1965 года проходил воинскую службу в ЦАХАЛ: начинал в 13-м полку пехотной бригады «Голани». После отсрочки по состоянию здоровья окончил службу военным корреспондентом армейской газеты «Бамахане». В 1979 году, будучи членом кнессета, добровольно прошёл офицерские курсы, в 1982 году добровольно призвался на резервистскую службу в Ливане.
После армии с 1965 до 1973 года учился в Еврейском университете в Иерусалиме, изучал психологию и философию; там же получил вторую степень по юриспруденции: имеет звание бакалавра по теории права. По окончании университета занимался частной адвокатской практикой в Иерусалиме: вместе с Ури Мессером и Барухом Адлером был основным совладельцем адвокатской конторы «Ekhud Olmert & Co» (с 1977).

### Политическая карьера
Свой путь в политику начал как активист студенческой ячейки движения «Херут» в Еврейском университете, в 1967 году примкнул к движению «Свободный центр», где совмещал должности пресс-секретаря и секретаря парламентской фракции партии. Однако в 1973 году из-за внутрипартийного конфликта Ольмерт вместе с депутатом Элиэзером Шостаком вышел из «Свободного центра» и образовал новую политическую силу — «Независимый центр». В декабре 1973 года он был впервые избран в кнессет 8-го созыва именно от этого движения, став самым молодым депутатом в истории израильского парламента. Вскоре «Независимый центр» вместе с партией «Херут» присоединился к образовавшейся коалиции правых сил — блоку Ликуд. С тех пор Ольмерт постоянно представлял Ликуд в кнессете 8-13-го созывов (кроме периода 1998—2003).
С 1975 года Ольмерт совмещал работу в парламенте со своей адвокатской практикой; за годы своего пребывания в кнессете он входил в различные парламентские комиссии, в том числе по финансам, по вопросам просвещения и культуры, по иностранным делам и безопасности. Во время своей парламентской деятельности получил широкую известность благодаря выступлениям, посвящённым сложным проблемам израильского общества, имел репутацию бескомпромиссного борца с коррупцией. Так, он вёл кампанию по борьбе с организованной преступностью и обвинял представителей общественно-политической элиты в связях с преступным миром (дело Авраама Офира). Ольмерт решительно выступал против политизации национального спорта, против зависимости спортивных обществ от политических партий. В 1981—1988 годах член комиссий: по международным отношениям и обороне, финансовой, по парламентским вопросам, по образованию, по оборонному бюджету.
В правительстве национального единства Ицхака Шамира Ольмерт занимал должность министра без портфеля, занимаясь делами национальных меньшинств (1988—1990); в 1990—1992 годах — министр здравоохранения. Его деятельность на этом посту отмечена началом проведения реформы системы здравоохранения, заложившей основы обязательного медицинского страхования и осуществившей консолидацию государственных больниц.
В ноябре 1993 года избран мэром Иерусалима, получив 60 % голосов. Решительно выступал против любой попытки раздела древней столицы Израиля. За время пребывания Ольмерта в должности вопрос о статусе Иерусалима стал неотъемлемой частью общественной повестки дня. Ольмерт приложил много усилий к укреплению статуса Иерусалима, инициируя важные городские проекты (было запланировано строительство системы автодорожных магистралей и пригородное железнодорожное сообщение).
После выборов мэра в ноябре 1998 года Ольмерт, будучи избранным на пост во второй раз, вышел из числа депутатов кнессета в связи с постановлением, запрещающим членам парламента занимать дополнительные общественные должности. Ольмерт продолжил деятельность по развитию и расширению городской инфраструктуры Иерусалима: были осуществлены масштабные проекты в области возведения тоннелей и скоростных шоссе. В городе было развернуто большое жилищное строительство, развивался комплекс городских спортивных учреждений. Ольмерт привлекал значительные инвестиции для развития Иерусалима. Во вторую каденцию Ольмерта произошёл фактический раскол Иерусалима. Также резко усилилась харедизация города, увеличился отток светского еврейского населения.
Незадолго до парламентских выборов в январе 2003 года Ольмерт сложил с себя полномочия мэра Иерусалима. Принимал активное участие в избирательной кампании в кнессет: был главой предвыборного штаба «Ликуда», избран в кнессет 16-го созыва. В марте 2003 года стал заместителем главы правительства и получил портфель министра промышленности и торговли в правительстве Шарона. В августе 2005 года Ольмерт был назначен министром финансов, продолжая оставаться министром торговли и промышленности.
Ольмерт последовательно поддерживал планы Шарона по территориальному размежеванию с палестинцами. В конце ноября 2005 года после заявления Ариэля Шарона о создании партии «Кадима» Ольмерт вышел из рядов «Ликуда» и примкнул к премьеру в преддверии предстоящих выборов 2006 года. После того, как Шарон тяжело заболел, Ольмерт в начале января 2006 года стал исполняющим обязанности премьер-министра Израиля. После болезни Ариэля Шарона 16 января 2006 года Ольмерт был избран его преемником на посту лидера партии, а также стал временно исполняющим обязанности премьер-министра Израиля вплоть до новых выборов.

## Премьер-министр

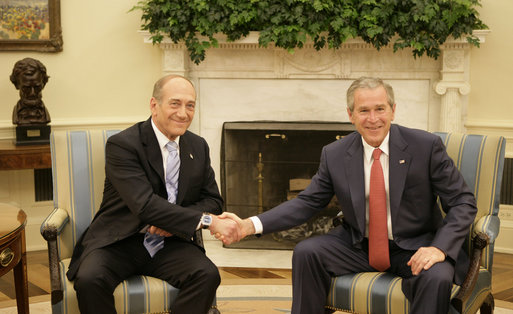
Эхуд Ольмерт и Президент США Буш

4 мая 2006 года Ольмерт представил кнессету новое коалиционное правительство. Ольмерт занял также должность министра занятости и соцобеспечения. Предполагалось позднее передать этот пост одной из коалиционных партий.

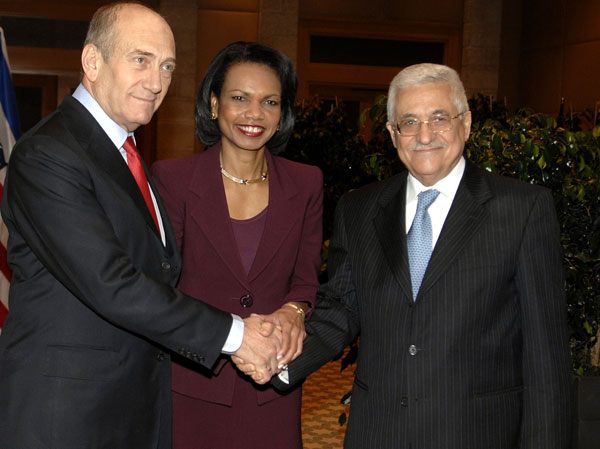
Эхуд Ольмерт с государственным секретарём США Кондолизой Райс и президентом Палестинской автономии Махмудом Аббасом

24 мая 2006 года Ольмерт был приглашён выступить на объединённой сессии Конгресса США. В своей речи премьер-министр Израиля подтвердил приверженность плану одностороннего отступления в случае невозможности достигнуть соглашения с властями Палестинской автономии. 4 июня 2006 года Ольмерт объявил о предстоящей встрече с главой Палестинской автономии Махмудом Аббасом по поводу программы «Дорожная карта».
После Второй Ливанской войны 2006 года популярность Эхуда Ольмерта резко упала. Опросы общественного мнения показали, что наибольшей популярностью пользуется руководитель оппозиционной партии «Ликуд» Биньямин Нетаньяху.
8 декабря 2006 года Ольмерт встретился с президентом России Владимиром Путиным. Речь шла о ядерной программе Ирана и предстоящем обсуждении этой проблемы в Совете Безопасности ООН.
Ольмерт не исключил возможность военной атаки против Ирана. Он назвал преступными призывы иранского президента Махмуда Ахмадинежада уничтожить государство Израиль.
В апреле 2007 года после опубликования промежуточного отчёта комиссии по расследованию итогов Второй Ливанской войны популярность Ольмерта упала до рекордно низкого уровня (по материалам опросов общественного мнения и израильского телевидения). Набрало обороты движение за его отставку. Так, 2 мая 2007 года с таким требованием выступили лидер парламентской фракции партии «Кадима» Авигдор Ицхаки и министр иностранных дел Ципи Ливни. Лишь более года спустя, 30 июля 2008 года, Ольмерт объявил, что подаст в отставку с поста премьер-министра после того, как будет избран новый лидер партии «Кадима».
17 сентября 2008 года на выборах председателя партии «Кадима» был избран новый лидер партии — Ципи Ливни, и 21 сентября 2008 года на заседании правительства Израиля Ольмерт объявил о своей отставке, сохраняя исполнение обязанностей премьера до формирования нового кабинета. 26 октября 2008 года новый избранный лидер правящей партии «Кадима» Ципи Ливни отказалась сформировать новое правительство, не заручившись поддержкой большинства депутатов кнессета, что продлило Ольмерту исполнение обязанностей главы правительства до досрочных выборов в израильский парламент, которые состоялись 10 февраля 2009 года.
В мае 2012 года на международной конференции газеты «Джерусалем пост» в США, Ольмерт заявил, что, по его мнению, вина за его уход c поста премьер-министра лежит на «правых, мессиански настроенных богатых американских евреях, которые устроили против него кампанию травли за то, что он способствовал мирному процессу [в отношениях] с властями Палестины».

## Обвинения в коррупции
Против Ольмерта было начато несколько расследований, некоторые из которых привели к открытию уголовных дел.
- 16 июня 2007 года министерство юстиции объявило о начале расследования по подозрению в связи Ольмерта с приватизацией банка Леуми. Однако в ноябре того же года расследование было прекращено государственным прокурором, со ссылкой на то, что его действия хотя и были некорректными для общественного деятеля, однако они не были достаточно строгим нарушением закона для привлечения к уголовной ответственности.
- 24 сентября 2007 года было начато расследование против Ольмерта по подозрению, что он получил квартиру по очень низкой цене в обмен на ускорение в процессе получения разрешений на строительство. В июле 2009 года юридический советник правительства Мени Мазуз прекратил это расследование из-за недостатка улик.
- 14 октября 2007 года Мазуз начал расследование по подозрению во вмешательстве Ольмерта во время его службы министром промышленности и торговли в решения по назначению вложений министерства в проекты приближённого к нему адвоката Ури Месера, а также о назначении ряда членов Ликуда в Совет по малому бизнесу, по политическим соображениям.
- В мае 2008 года было начато расследование по «делу конвертов с деньгами». Ольмерт был заподозрен в получении крупных сумм, в сотни тысяч долларов наличными, во время его службы мэром Иерусалима и министром промышленности и торговли, от американского бизнесмена и филантропа Морриса (Моше) Талянски. Предварительное свидетельство Талянски пробудило общественную бурю и привело к требованию правительства об отставке Ольмерта. По соглашению партий Авода и Кадима, последняя назначила праймериз на сентябрь. 1 марта 2009 года Мазуз объявил о своём намерении передать это дело в суд.
- В мае 2008 года было начато расследование по подозрению в том, что Ольмерт, во время его службы мэром Иерусалима, получал деньги обманным путём на оплату перелётов его и его семьи, через турагентство «Ришонтурс». 26 ноября 2008 года юридический советник Мени Мазуз объявил о намерении передать это дело в суд.

30 августа 2009 года обвинительное заключение против Ольмерта было передано в окружной суд Иерусалима. 24 сентября 2012 года он был признан виновным и был приговорён к штрафу и году лишения свободы условно.
- 15 апреля 2010 года было начато ещё одно расследование, по подозрению в получении взяток в размере полумиллиона долларов США за разрешения на строительство жилищного комплекса «Холиленд» в Иерусалиме.
- 31 марта 2014 года суд Тель-Авива вынес обвинительный приговор по делу о коррупции при строительстве «Холиленд». Следствие установило, что в 1994—2007 годах чиновники мэрии Иерусалима, которую в 1993—2003 годах, возглавлял Ольмерт, получили от компании-застройщика несколько миллионов шекелей за продвижение проекта и внесение в него многочисленных изменений[7].
- 13 мая 2014 года Эхуд Ольмерт приговорён к шести годам лишения свободы. Также суд обязал бывшего премьер-министра выплатить штраф в размере одного миллиона шекелей[8].
- В декабре 2015 года стало известно, что Верховный суд частично удовлетворил апелляцию защиты Ольмерта и сократил срок заключения до 1,5 лет[9].

## Семейное положение
Жена Эхуда Ольмерта, Ализа, пишет романы и театральные пьесы, а также рисует. Она известна тем, что придерживается более левых взглядов в политике, чем её муж.
Супружеская пара имеет четырёх родных детей и приёмную дочь. Старшая дочь Михаль имеет научную степень магистра психологии и ведёт занятия по креативному мышлению. Дочь Дана — лектор литературы в Университете Тель-Авива, редактор литературных изданий. Дана не скрывает своей гомосексуальной ориентации. Сын Шауль является пресс-секретарём футбольного клуба в Иерусалиме, любимой команды отца. Младший сын Эхуда Ариэль изучает французскую литературу в Сорбонне (Париж). Шули — приёмная дочь. Она была брошена матерью при рождении.

## Некоторые высказывания
Из выступления на мероприятии, посвященном 40-летию начала борьбы за репатриацию евреев из СССР в Израиль:

Сегодняшнее волнующее мероприятие посвящено сорокалетию с начала борьбы советских евреев за право свободной репатриации в Израиль. Победа, достигнутая в этой героической борьбе, привела не только к открытию ворот и репатриации более миллиона евреев в Израиль, но и, по словам Натана Щаранского, существенно подтолкнула Советский Союз к распаду и тем самым, изменила мировой порядок.

В 2001 году в беседе с президентом США Биллом Клинтоном Ольмерт сказал буквально следующее: 
«Нет народа, который стремился бы к миру больше, чем мы. Никто не принёс во имя него столько жертв, как мы. Но ни от одной нации никогда не требовали пожертвовать величайшим своим достоянием ради того, чтобы ублажить других! Мы тоже — невзирая на свою приверженность миру — не откажемся от самого дорогого, самого главного сокровища еврейской истории! Для нас существует один-единственный город! Он примет и терпимо отнесётся ко всем своим жителям — представителям всех наций и вероисповеданий, но город этот — един, он не поддается дроблению на части. Единый и неделимый город, столица еврейского народа!» 

И далее: 

«Будет очень стыдно, если от нашей многолетней дружбы останется лишь тот факт, что вы, Билл Клинтон, станете первым в истории США президентом, предложившим раздел Иерусалима! Прошу вас: не будьте первым американским президентом, замахнувшимся на раздел Иерусалима! Иерусалим не будет разделён! Не будьте человеком, который войдёт в историю, предложив такое. Мы — нация, обладающая исторической памятью длиною в тысячелетия, мы ничего не забываем и не прощаем тех, кто не уважает наших глубочайших чувств к своей столице. Мы никогда не забудем тех, кто смеет поднять руку на самые дорогие для нас активы. Пожалуйста, господин президент, обдумайте это ещё раз». 